# 黃永峯
黃永峯（英語：Charlie Wong，1977年5月29號—）香港電影製作人，曾製作多部電影，包括《釀魂》、《夜校 (電影)》、《源生罪》、《惡行之外》、《一線生機》、《假冒女團》、《性敢中環》等等。

## 簡歷
1999年英國李斯特城大學畢業並得到BSC Business Economic degree學位後開始他的電影事業。先加入中國星娛樂有限公司擔任發行部主任，於中國星時期參與各個國際電影節及展覽，包括美國國際影視展、法國康城電影展、韓國釜山影展、香港國際影視展，同時亦推廣及發行超過50部香港電影給不同的國際發行商。
2020年入職宏寰文化傳播，宏寰文化傳播有限公司是一間多元化的電影投資娛樂公司，總部位於香港。業務範疇包括電影投資、製作、發⾏、戲院營運，藝⼈及主創人員管理等。
2021年宏寰文化傳播和天下一電影於2021年成立天下一宏寰娛樂有限公司，並攜手投資電影《一線生機》及《惡行之外》等等。

## 作品

### 電影
| 年份   | 電影                                               | 擔任         |
| 2023年 | 《釀魂 It Remains》                                | 監製         |
| 2023年 | 《源生罪 The Wave of all Flesh》                   | 監製         |
| 2023年 | 《夜校 One Night At School》                       | 監製         |
| 2023年 | 《惡行之外 Beyond the Sin》                        | 監製         |
| 2023年 | 《一線生機 Under Control》                         | 監製         |
| 2022年 | 《明日戰記 Warriors of Future》                    |              |
| 2021年 | 《超越 Never Stop》                                | 製片人       |
| 2021年 | 《媽媽的神奇小子 Zero to Hero》                    |              |
| 2021年 | 《假冒女團 Showbiz Spy》                           | 監製         |
| 2018年 | 《性敢中環 Sexy Central》                          | 監製         |
| 2017年 | 《[[辣警霸王花2之不義之戰 Special Female Force 2》 | 監製         |
| 2017年 | 《過春天 The Crossing》                            | 聯合出品人   |
| 2016年 | 《我們的6E班 Our 6E Days》                         | 監製         |
| 2014年 | 《辣警霸王花 Special Female Force》                | 監製及出品人 |
| 2014年 | 《神人3D Kaminchu – The Legend of Zan 3D》（日本） | 聯合監製     |
| 2014年 | 《恐怖線上Twilight Online》                        | 聯合監製     |
| 2013年 | 《爆3俏嬌娃 Kick Ass Girls》                       | 監製及出品人 |
| 2012年 | 《Sky Force 3D Sky Force 3D》                      | 監製         |
| 2011年 | 《熱浪球愛戰 Beach Spike》                         | 監製         |
| 2010年 | 《反鬥高比玩轉聖誕城 Little Gobie3D》              | 監製         |

### 曾參與發行的電影作品
| 年份   | 電影                                              | 發行地區   |
| 2022年 | 《聲夢戀歌 Celine Dion》                          | 香港及澳門 |
| 2022年 | 《喋血江陵 Tomb of the Rive》                     | 香港及澳門 |
| 2022年 | 《電流女俠 Jolt》                                 | 香港及澳門 |
| 2021年 | 《復仇殺姬 The Protege》                          | 香港及澳門 |
| 2021年 | 《長相屍手 Till Death》                           | 香港及澳門 |
| 2021年 | 《勝利號 Space Sweepers》                         | 香港及澳門 |
| 2019年 | 《潛行者 (2019年電影) Undercover: Punch and Gun》 |            |
| 2019年 | 《鱷口逃生 The Pool》                             | 香港及澳門 |
| 2019年 | 《漫長的告別 A Long Goodbye》                     |            |
| 2018年 | 《遇上世界上另一個你 Colors of Wind》             | 香港及澳門 |
| 2018年 | 《起跑線 Hinki Medium》                           | 香港及澳門 |
| 2017年 | 《辣警霸王花2之不義之戰 Special Female Force 2》  | 香港及澳門 |